# Oricilla
Oricilla ist eine Gattung ausgestorbener Pflanzen, die aus dem Devon bekannt sind und zu den Zosterophyllopsida, Verwandten der Bärlapppflanzen, gehören. Einzige Art ist Oricilla bilinearis.

## Merkmale
Die Hauptachsen sind pseudomonopodial oder isotom verzweigt. Sie sind wahrscheinlich planar angeordnet. Die Spitzen sind eingerollt (circinat), die Achsen sind kahl. Untergeordnete Verzweigung ist nicht bekannt. Innere anatomische Merkmale haben sich nicht erhalten. Die Epidermis weist an den Achsen vorwiegend längliche Zellen auf, die jedoch von Zell-Rosetten unterbrochen werden. Die Cuticula der Sporangien weist auf isodiametrische Zellen hin.
Die Sporangien sind stark nierenförmig. Sie haben zwei gleichartige Klappen (isovalvat), stehen gestielt in zwei Reihen in lockeren, verzweigten fertilen Zonen der Achsen. Die Sporangien sind ohrenförmig orientiert. Die Sporen sind rund, haben eine trilete (dreistrahlige) Narbe, die über ein Drittel bis die Hälfte des Sporenradius reicht. Sie sind meist glatt und haben einen Durchmesser von 68 bis 92 µm.
Der Gametophyt ist unbekannt.

## Verbreitung
Oricilla bilineais ist aus dem Gaspé-Sandstein in New Brunswick, Kanada, bekannt. Die Fundstelle wird ins frühe Devon, wahrscheinlich Emsium, datiert.

## Systematik
Die Gattung Oricilla wurde von Kenrick und Crane nach kladistischen Untersuchungen zusammen mit Gosslingia und Tarella in eine eigene Familie Gosslingiaceae gestellt, die durch die ohrenförmig orientierten Sporangien gekennzeichnet ist.

## Belege
- Paul Kenrick, Peter R. Crane: The Origin and Early Diversification of Land Plants. A Cladistic Study. Smithsonian Institution Press, Washington D.C. 1997, v. a. S. 335. ISBN 1-56098-729-4
- Thomas N. Taylor, Edith L. Taylor: The Biology and Evolution of Fossil Plants. Prentice Hall, Englewood Cliffs 1993, S. 211. ISBN 0-13-651589-4